# Henner Schierenbeck
Henner Schierenbeck (* 23. Juni 1946 in Bremen) ist ein deutscher Ökonom. Er war von 1990 bis zu seiner Emeritierung im Januar 2010 Ordinarius für Bankmanagement und Controlling am Wirtschaftswissenschaftlichen Zentrum der Universität Basel.

## Leben
Schierenbeck studierte Betriebswirtschaftslehre an der Freien Universität Berlin. Während seines Studiums wurde er im Wintersemester 1965/66 Mitglied der Berliner Burschenschaft Hevellia. Im Anschluss an sein Studium mit dem Abschluss Diplom-Kaufmann wurde er an der Universität Freiburg (Breisgau) promoviert; später habilitierte er sich auch dort. Von 1978 bis 1980 hatte er eine Universitätsprofessur für Unternehmensrechnung und anschließend bis 1990 für Bankbetriebslehre an der Westfälischen Wilhelms-Universität in Münster inne. 1992 gründete er zusammen mit Bernd Rolfes das Unternehmen Zeb.Rolfes.Schierenbeck.Associates in Münster. Schierenbeck übt verschiedene Ämter in wissenschaftlichen Beiräten und Gremien aus.
Er ist Autor und Herausgeber zahlreicher bank- und versicherungswirtschaftlicher Bücher und Verfasser einer Vielzahl von Zeitschriftenbeiträgen. 1999 hat ihm die Universität Lettlands, Riga und 2005 die Mercator School of Management, Duisburg, einen Ehrendoktor verliehen. 2008 wurde ihm der Dr. Kausch-Preis verliehen.

## Schriften
- zusammen mit Bernd Rolfes und Stephan Schüller (Hrsg.): Handbuch Bankcontrolling. 2. überarbeitete und erweiterte Auflage, Gabler, Wiesbaden 2001, ISBN 3-409-24199-X.
- Grundzüge der Betriebswirtschaftslehre. 1974.